# Кветы
Кветы (чеш. Květy, собственно «Цветы») — чешский литературный и общеобразовательный журнал, основанный в конце 1834 года Сватоплуком Чехом, его братом Владимиром и другом Сватоплука по университету Сервацем Геллером. Подобное название журнала было взято в память об одноимённых изданиях Йозефа Каэтана Тыла (1830-е годы), Витезслава Галека и Яна Неруды (1860-е годы). Журнал выходил под редакцией Чеха до 1899 года.
Журнал находился в большой финансовой зависимости от своих подписчиков, большую часть которых составляли мелкие буржуа, из-за чего журналу приходилось испытывать цензурные ограничения. Журнал был одним из лучших периодических изданий своего времени, оказавшим положительное влияние на развитие всей чешской литературы. В журнале печатались многие передовые писатели и поэты своего времени, среди них были Неруда, Ирасек, Арбес, Сладек и т. д. Впервые в журнале были опубликованы «Псоглавцы» Ирасека, а также ряд стихотворений Неруды, впоследствии увидевших свет в сборнике «Песни страстной пятницы». Немаловажна была заслуга журнала в ознакомлении чешского народа и с классикой русской литературы. Так в журнале публиковались переводы произведений Пушкина, Лермонтова, Белинского, Островского, Тургенева, Салтыкова-Щедрина, Толстого, Чехова и многих других. Помимо этого не обходились стороной и творчество словацких писателей и поэтов, в частности, К. Запа, М. Микшичека, Э. Арнольда, западная классика, а также произведения писателей других славянских народов.